# Лотарь I фон Вальбек
Лотарь I фон Вальбек (нем. Lothar I. von Walbeck; ум. 4 сентября 929) — граф Вальбека, граф в Дерлингау и Бальзамгау, родоначальник Вальбекского дома.

## Биография
Происхождение Лотаря неизвестно. Возможно, он был родственником погибшего в 880 году графа Лотаря.
По сообщению Саксонского анналиста, в 929 году король Генрих I Птицелов послал в земли ратарей графов Бернгарда и Титмара с армией, которая осадила город Ленцен. Город был захвачен, но при этом погибло несколько графов, в том числе и Лотарь I. Об этой битве сообщает и Титмар Мерзебургский, который называет погибшего графа Лотаря своим прадедом.

## Брак и дети
Имя жены Лотаря неизвестно. Дети:
- Лотарь II (ум. 21 января 964), граф Вальбека
- дочь; муж: Дитрих (ум. 25 августа 985), граф Хальденслебена, маркграф Северной марки с 965